# Franco Bernini
Franco Bernini (Viterbo, 5 de junio de 1954) es un cineasta y guionista italiano.

## Biografía
Nacido en el municipio de Viterbo, Bernini ingresó en la industria del cine en 1987 como editor de sonido, y trabajó de la mano de Carlo Mazzacurati y Daniele Luchetti. Luego de dirigir dos telefilmes, en 1997 dirigió a Francesca Neri en Las manos fuertes, película con la que ganó el premio Grolla d'oro en la categoría de mejor guion original.

## Filmografía

### Como director
- 2017 - Hostess
- 2006 - L'ultima frontiera
- 2003 - Firenze, il nostro domani
- 2002 - Cuore di donna
- 2001 - Vivere
- 1998 - Sotto la luna
- 1997 - Las manos fuertes